# Oralchirurgie

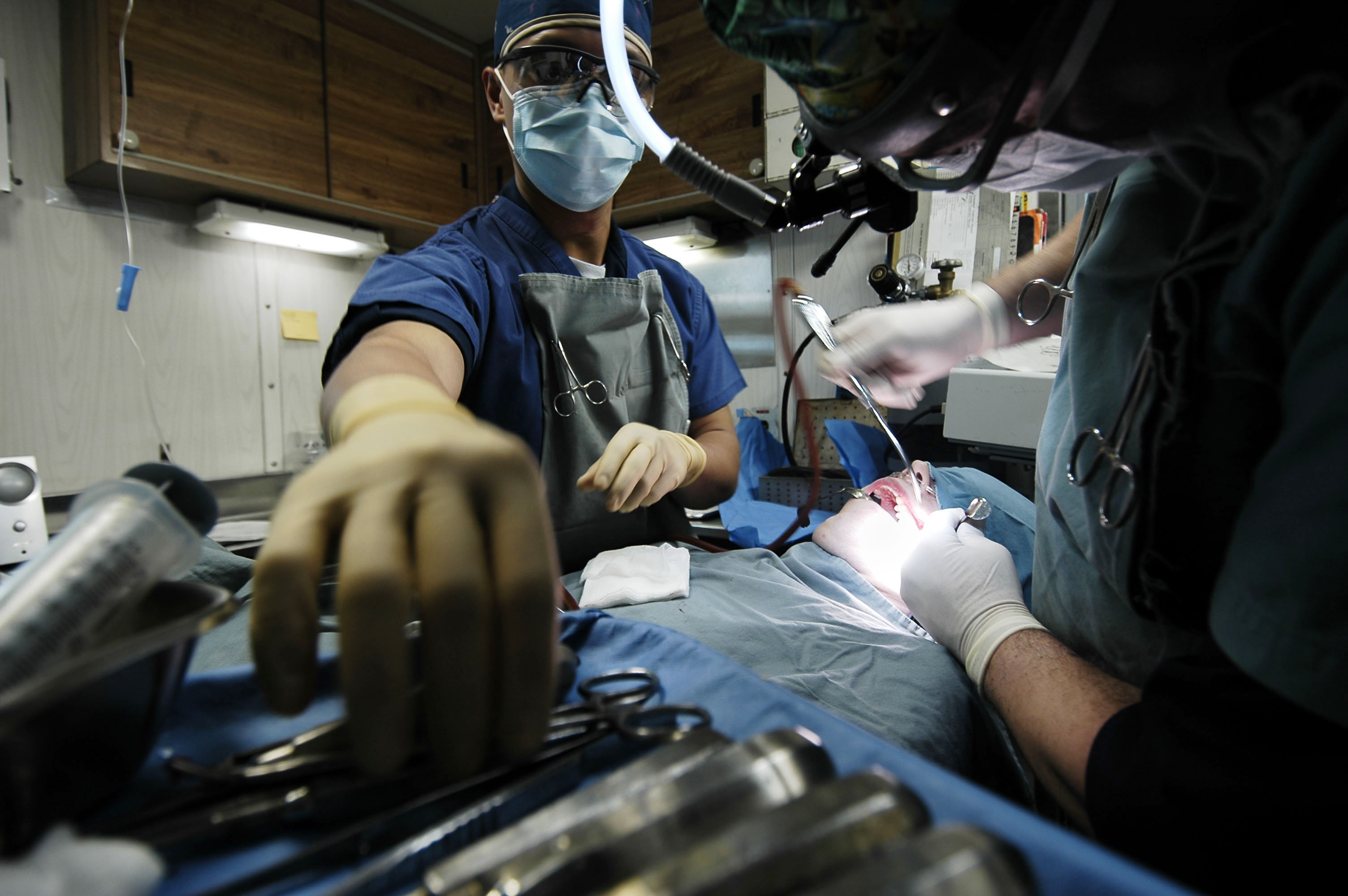
Oralchirurgischer Eingriff

Die Oralchirurgie ist ein Teilgebiet der Zahnmedizin, das „die zahnärztliche Chirurgie einschließlich der Behandlung von Luxationen und Frakturen im Bereich der Zahn-, Mund- und Kieferheilkunde (Kieferbruchbehandlung) sowie die entsprechende Diagnostik“ (Musterweiterbildungsordnung (MWO) der Bundeszahnärztekammer, § 14 (2)) umfasst.

## Gebietsbezeichnung
Oralchirurgie gehört (neben Kieferorthopädie, Parodontologie und öffentlichem Gesundheitswesen) zu den Gebietsbezeichnungen in der Zahnmedizin, die von approbierten Zahnärzten durch eine mindestens vierjährige (MWO, § 2 (3)), ganztägige und hauptberufliche (MWO, § 3 (1)) Weiterbildung mit abschließender Prüfung erworben werden können. Danach darf der weitergebildete Zahnarzt sich „Fachzahnarzt für Oralchirurgie“ nennen und wird auch „Oralchirurg“ genannt.

## Operationskatalog

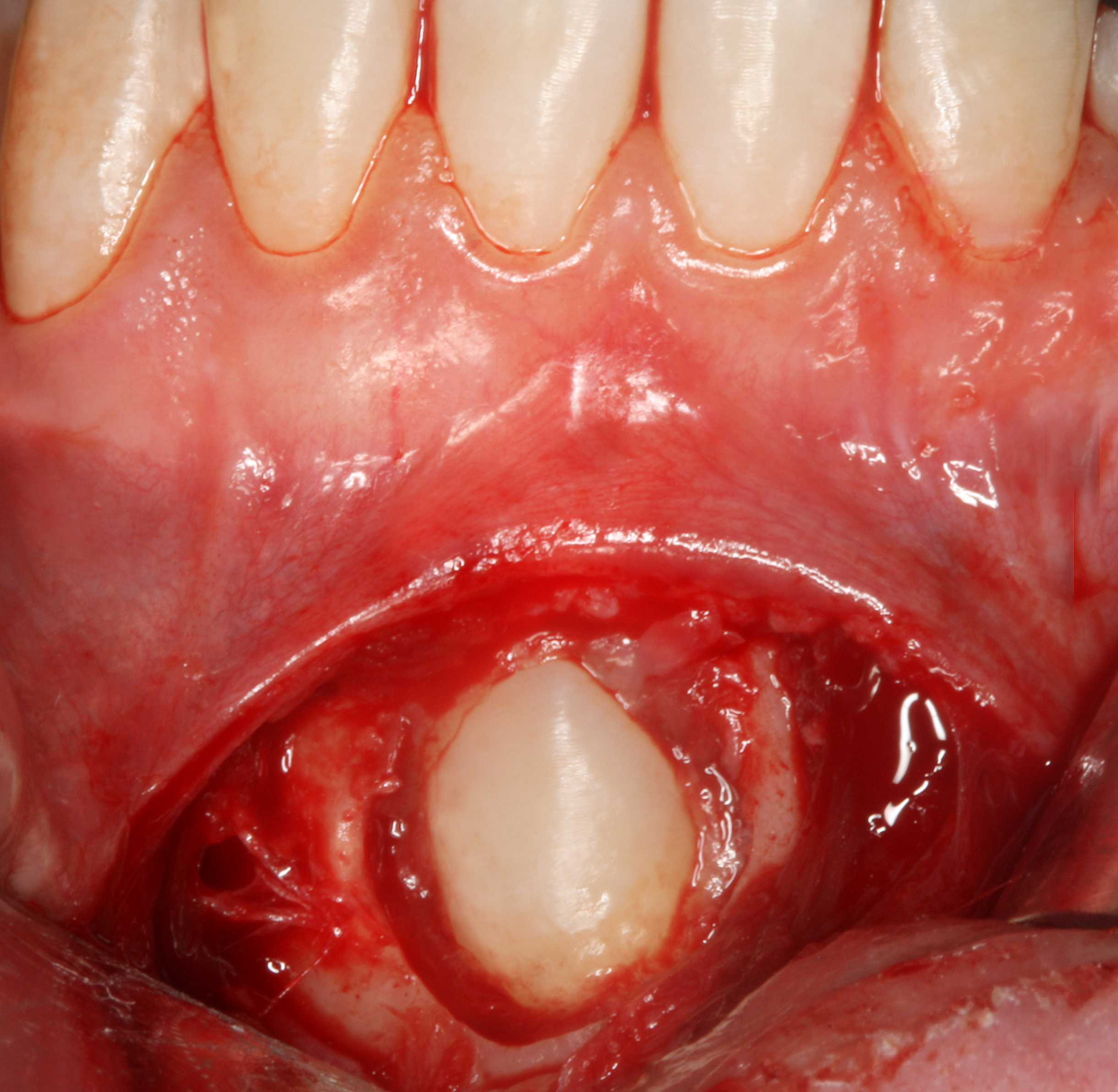
Intraoperatives Photo eines impaktierten und verlagerten unteren Eckzahnes

Die MWO listet in Anhang 3 einen umfangreichen Operationskatalog auf, der während der Weiterbildung nachgewiesen werden muss. Hierzu gehören unter anderem:
- operative Weisheitszahnentfernung
- Entfernung verlagerter Zähne
- chirurgische Endodontie
- Zahntransplantation und Reimplantation
- Chirurgische Parodontitisbehandlung
- Behandlung von dentogenen Kieferhöhlenerkrankungen
- Zahnfreilegungen
- Lippen- und Zungenbändchenkorrektur
- Hemisektion, Prämolarisierung
- Zystostomie, Zystektomie
- Tumorchirurgie
- Zahnimplantate

## Berufsverbände
Der Berufsverband deutscher Oralchirurgen ist die Vereinigung von Oralchirurgen.